# Jung Eun-chae
Dans ce nom coréen, le nom de famille, Jung, précède le nom personnel.
Jung Eun-chae (coréen : 정은채), née Jung Sol-mi (coréen : 정솔미) le 24 novembre 1986 à Pusan, est une actrice, mannequin et animatrice de télévision sud-coréenne. Elle commence sa carrière en tant que mannequin, puis perce au cinéma en 2013 dans le film Haewon et les hommes, réalisé par Hong Sang-soo et présenté au 63e Festival international du film de Berlin,.
La même année, elle révèle un mini-album d'indie folk qu'elle a elle-même composé, intitulé Jung Eun-chae.

## Biographie

### Jeunesse
Jung Eun-chae vit pendant huit ans à Londres, à partir de ses 15 ans. En raison de l'influence de son frère aîné travaillant dans une société de production, Chorokbaem Media, elle décide de poursuivre une carrière d'actrice lors de son retour en Corée du Sud.

### Carrière
Jung Eun-chae fait ses débuts en tant que mannequin en 2011 dans des publicités télévisées commerciales. La même année, elle remporte le trophée du « mannequin de l'année » lors du 6e Festival du mannequinat asiatique. Elle utilise le nom de scène « Jung Eun-chae » au lieu de son vrai nom « Jung Sol-mi » en raison de la similitude avec le nom de l'actrice Park Sol-mi. Eun-chae fait ses premiers pas en tant qu'actrice en 2010 dans le film fantastique Haunters.
Depuis lors, Jung alterne entre films à succès tels que The Fatal Encounter, The King, The Great Battle et films d'auteurs tels que Haewon et les hommes, Hill of Freedom, The Table. Elle se fait connaître grâce au rôle de Haewon, pour lequel elle reçoit de multiples récompenses et nominations prestigieuses,.
Elle poursuit une carrière à la télévision dans la série télévisée My Bittersweet Life. En 2014, elle joue dans la série psychologique Dr. Frost.
Après quelques années d'inactivité, l'actrice fait son grand retour en 2018 dans deux séries télévisées parues simultanément, Return (série policière diffusée sur SBS) et The Guest (série d'horreur diffusée sur OCN).
Elle est ensuite choisie pour incarner l'un des personnages principaux de la série télévisée The King: Eternal Monarch (2020). Elle est décrite comme le « meilleur personnage de la série » dans un article publié par Cleo Singapore,.

## Filmographie

### Films
| Année | Titre                | Rôle                    | Notes                  |
| ----- | -------------------- | ----------------------- | ---------------------- |
| 2010  | Haunters             | Young-sook              |                        |
| 2011  | Play                 | Eun-chae                | [ 21 ]                 |
| 2012  | Spring, Snow         | Ji-yoon                 |                        |
| 2012  | Horror Stories       | Gong-ji                 | Partie : Secret Recipe |
| 2013  | Behind the Camera    |                         |                        |
| 2013  | Haewon et les hommes | Haewon                  |                        |
| 2014  | The Fatal Encounter  | Kang Wol-hye            |                        |
| 2014  | Hill of Freedom      | Nam-hee                 | [ 23 ]                 |
| 2017  | The Table            | Kyung-jin               | [ 24 ]                 |
| 2017  | The King             | Park Shi-yeon           |                        |
| 2018  | The Great Battle     | Shi-mi                  |                        |
| 2018  | Ode to the Goose     | La propriétaire du café | Apparition             |

### Séries télévisées
| Année | Titre                                  | Rôle            | Chaîne   | Notes                   |
| ----- | -------------------------------------- | --------------- | -------- | ----------------------- |
| 2011  | Drama Special : Crossing Yeongdo Bride | Baek Seol       | KBS 2TV  | [ 26 ]                  |
| 2011  | My Bittersweet Life                    | Go Eun-nim      | KBS 1TV  |                         |
| 2013  | Drama Special : Na-ra's Rain           | Moon Na-ra      | KBS 2TV  | [ 27 ]                  |
| 2014  | Dr. Frost                              | Yoon Sung-ah    | OCN      |                         |
| 2018  | Return                                 | Geum Na-ra      | SBS      |                         |
| 2018  | The Guest                              | Kang Gil-yeong  | OCN      |                         |
| 2019  | Legal High                             | Do Moon-kyung   | JTBC     | Apparition              |
| 2020  | The King: Eternal Monarch              | Goo Seo-ryung   | SBS      | [ 28 ]                  |
| 2021  | L.U.C.A.: The Beginning                | Directrice Jung | tvN      | Apparition (épisode 8), |
| 2022  | Pachinko                               | Kyung Hee       | Apple TV | Web drama               |

## Prix et nominations
| Année | Prix                                          | Catégorie                                                                            | Travail nommé             | Résultats  | Réf.   |
| ----- | --------------------------------------------- | ------------------------------------------------------------------------------------ | ------------------------- | ---------- | ------ |
| 2011  | 6e Asia Model Festival Awards                 | « Mannequin de l'année »                                                             | NC                        | Lauréat    | [ 7 ]  |
| 2011  | 25e KBS Drama Awards                          | « Meilleure nouvelle actrice »                                                       | My Bittersweet Life       | Nomination |        |
| 2013  | 14e Jeonju International Film Festival        | « Meilleure actrice »                                                                | Haewon et les hommes      | Lauréat    | [ 32 ] |
| 2013  | 49e Baeksang Arts Awards                      | « Meilleure nouvelle actrice dans un film »                                          | Haewon et les hommes      | Nomination |        |
| 2013  | Cine 21 Awards                                | « Actrice de l'année »                                                               | Haewon et les hommes      | Lauréat    | [ 33 ] |
| 2013  | 22e Buil Film Awards                          | « Meilleure actrice »                                                                | Haewon et les hommes      | Nomination |        |
| 2013  | 22e Buil Film Awards                          | « Meilleure nouvelle actrice »                                                       | Haewon et les hommes      | Lauréat    | [ 34 ] |
| 2013  | 14e Busan Film Critics Awards                 | « Meilleure nouvelle actrice »                                                       | Haewon et les hommes      | Lauréat    | [ 35 ] |
| 2013  | 33e Korean Association of Film Critics Awards | « Meilleure nouvelle actrice »                                                       | Haewon et les hommes      | Lauréat    | [ 36 ] |
| 2013  | 34e Blue Dragon Film Awards                   | « Meilleure nouvelle actrice »                                                       | Haewon et les hommes      | Nomination |        |
| 2014  | 5e KOFRA Film Awards                          | « Meilleure nouvelle actrice »                                                       | Haewon et les hommes      | Lauréat    | [ 37 ] |
| 2014  | 1er Wildflower Film Awards                    | « Meilleure actrice »                                                                | Haewon et les hommes      | Lauréat    | [ 38 ] |
| 2014  | 1er Wildflower Film Awards                    | « Meilleure nouvelle actrice »                                                       | Haewon et les hommes      | Nomination |        |
| 2018  | 26e SBS Drama Awards                          | « Prix d'excellence, actrice dans un drama du mercredi au jeudi »                    | Return                    | Nomination |        |
| 2020  | 28e SBS Drama Awards                          | « Prix d'excellence, actrice dans une mini-série dramatique/fantastique/romantique » | The King: Eternal Monarch | Nomination |        |